# Saint-Nazaire-de-Ladarez
Saint-Nazaire-de-Ladarez là một xã thuộc tỉnh Hérault trong vùng Occitanie phía nam nước Pháp.